# Drachengasse
Die Drachengasse befindet sich im 1. Wiener Gemeindebezirk Innere Stadt. Sie ist nach einem Hausschild Zum goldenen Drachen benannt.

## Geschichte
Die Drachengasse ist bereits im Jahre 1437 nachgewiesen, hatte aber damals noch keinen eigenen Namen. 1656 erscheint erstmals der Name Drachengässl. Auf Nr. 2 lebte der Hausbesitzer Martin Drach (1629–1683), mit dem das Hausschild Zum goldenen Drachen in Zusammenhang steht, das 1701 schon bestand. 1786 sprach man vom Drachengassel und seit 1821 ist die heutige Form Drachengasse üblich.

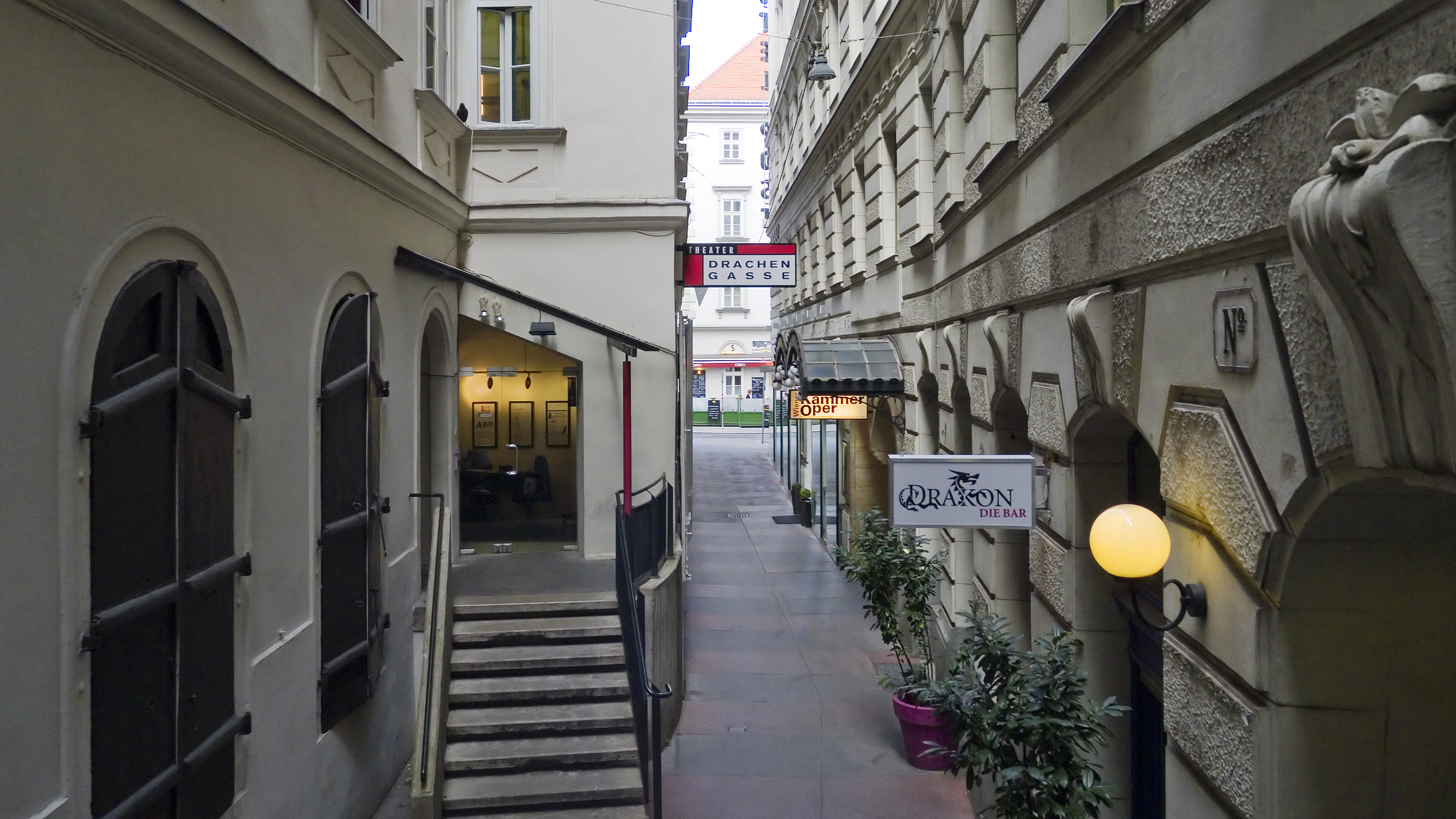
Drachengasse

## Lage und Charakteristik
Die Drachengasse verläuft vom Fleischmarkt weg in südwestlicher Richtung als Sackgasse, die vom Heiligenkreuzerhof begrenzt wird. Sie besitzt nur die Breite eines Gehweges und ist deswegen eine Fußgängerzone. Die schmale Drachengasse trennt ein klassizistisches und ein historistisches Gebäude voneinander. In beiden Gebäuden befinden sich kleine Theater, deren Zugänge in der Drachengasse liegen.

## Gebäude

### Nr. 1, 3: Hotel Post

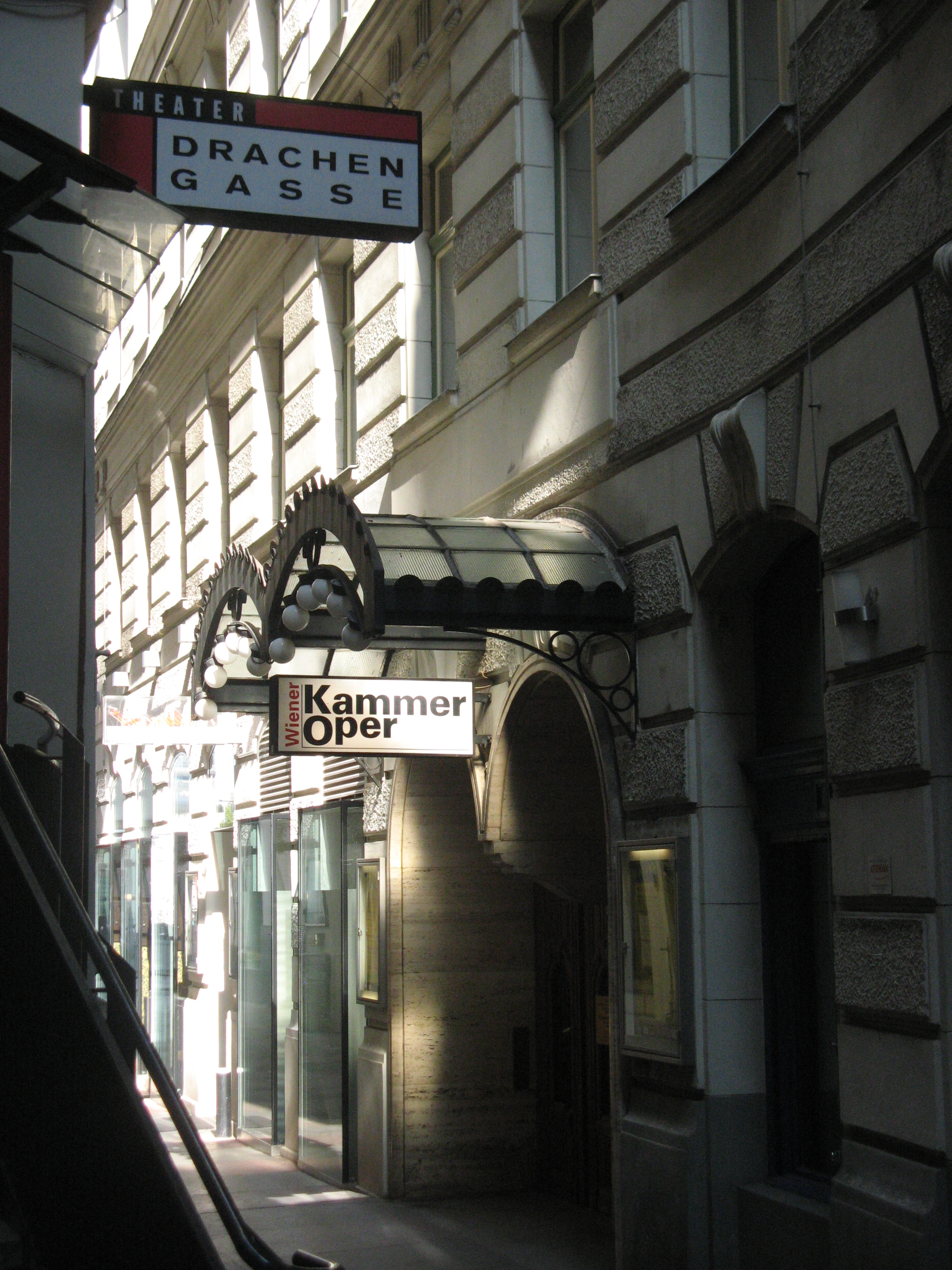
Wiener Kammeroper, Drachengasse 1

Das späthistoristische Gebäude wurde 1902 von Carl Caufal in neobarocken Formen errichtet. Eine Gedenktafel erinnert an die Gründung des Vereins der kaufmännischen Angestellten 1892. Das Tschechische Haus, wie es ursprünglich hieß, war Sitz folgender tschechischer Institutionen: Národní rada česká (Tschechischer Nationalrat), Slovanská beseda (Das Slawische Gespräch), Pokrok (Fortschritt – ein Theaterverein), Lumír (ein Gesangsverein), Sokolská župa dolnorakouská (Niederösterreichischer Sokolgau), Akademický spolek (Akademikerverein). Im Keller an der Seite zur Drachengasse befand sich ein zum Hotel gehörender Konzertsaal, der 1959 durch Josef Czurda für die Wiener Kammeroper adaptiert wurde, die sich seit 1961 hier befindet. Die Foyers, das Stiegenhaus und der Zuschauerraum sind secessionistisch und mit reichem Stuckdekor versehen. Der rechteckige Zuschauerraum besitzt ein Spiegelgewölbe und eine rundum laufende balkonartige Empore.

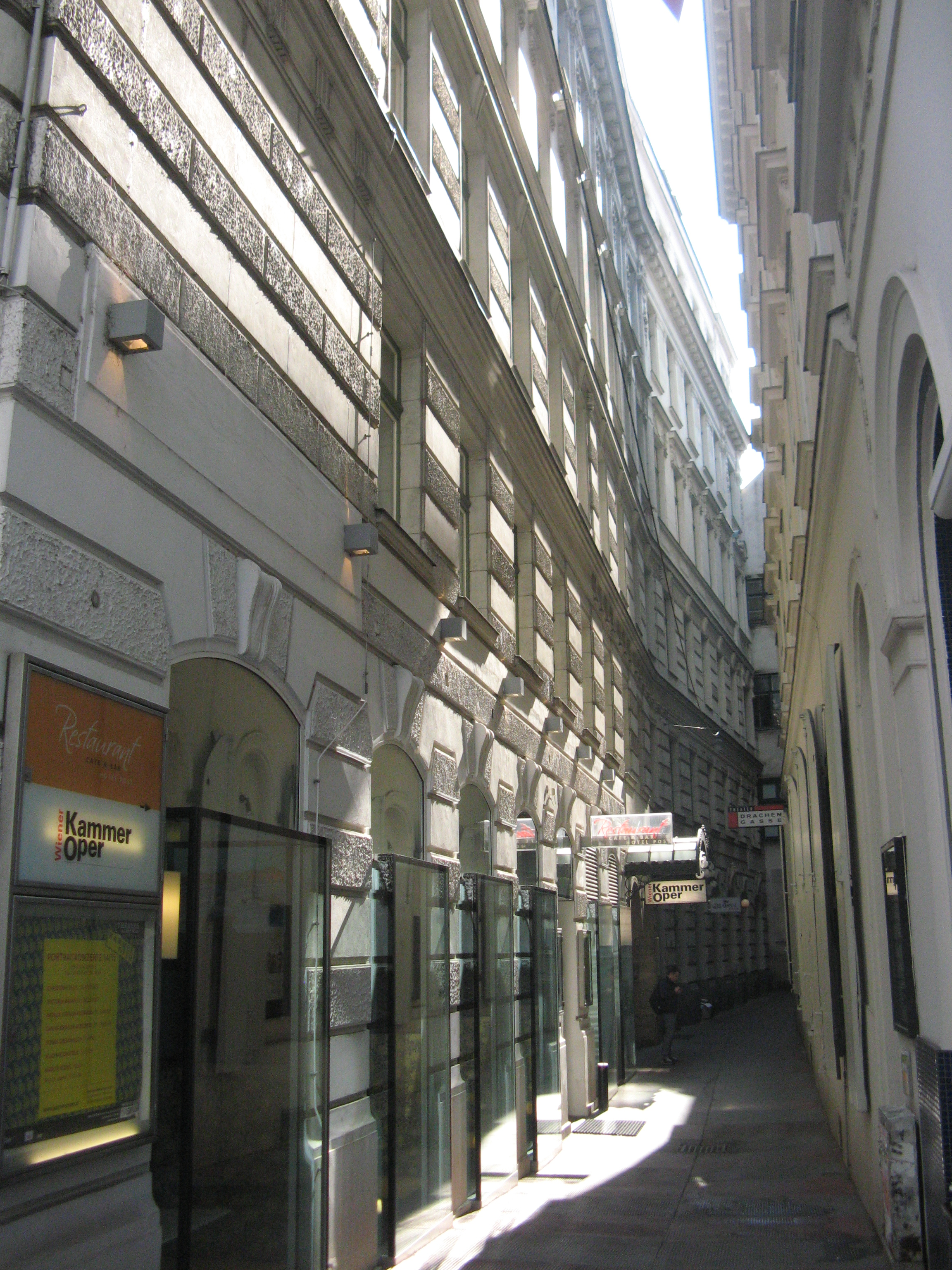
Drachengasse vom Fleischmarkt aus mit Wiener Kammeroper

Die Wiener Kammeroper wurde 1954 von Hans Gabor gegründet und bezog nach anfänglichen Wanderjahren seit 1961 das Haus in der Drachengasse. Sie hat sich auf Opernraritäten, die auf keinen anderen Spielplänen stehen, spezialisiert, führt darüber hinaus aber auch zeitgenössische Werke und Altwiener Singspiele auf. Ein Auftragswerk war die Rockoper Carmen negra. Bedeutende Sänger, wie Walter Berry oder Eberhard Waechter gingen von hier hervor. Der Zuschauerraum fasst mehr als 300 Besucher.
Das Gebäude liegt an der Hauptadresse Fleischmarkt 24.

### Nr. 2: Theater in der Drachengasse
Das spätklassizistische Miethaus wurde 1823–1825 von Ernest Koch für Simon Georg Freiherr von Sina errichtet. An seiner Stelle befanden sich vorher fünf kleinere Gebäude, darunter das Haus Zum goldenen Drachen. Das Haus mit zwei Innenhöfen liegt an drei Seiten freistehend zwischen der Drachengasse, dem Fleischmarkt und der Wolfengasse. An der Seite zur Drachengasse gründete Emmy Werner 1982 das Theater Drachengasse.
Das Gebäude liegt an der Hauptadresse Fleischmarkt 20–22 und steht unter Denkmalschutz.